# Bucerotiformes
Los bucerotiformes son un orden de aves neognatas que engloba a los tocos, cálaos, abubillas y abubillas arbóreas, aves tropicales o subtropicales que se distribuyen por Europa, Asia, África, la Wallacea y Melanesia. El nombre científico de la familia hace referencia a la forma del pico, siendo "buceros" o "cuerno de vaca" en griego.

## Sistemática
Según Clements, el IOC y Zoonomen, el orden incluye cuatro familias y 19 géneros:
- Familia Upupidae (1 género, 2 especies)
  - Género Upupa (2 especies)
- Familia Phoeniculidae (2 géneros, 9 especies)
  - Género Phoeniculus (6 especies)
  - Género Rhinopomastus (3 especies)
- Familia Bucorvidae (1 género, 2 especies)
  - Género Bucorvus (2 especies)
- Familia Bucerotidae (15 géneros, 59 especies)
  - Género Tockus (10 especies)
  - Género Lophoceros (7 especies)
  - Género Bycanistes (6 especies)
  - Género Ceratogymna (2 especies)
  - Género Horizocerus (2 especies)
  - Género Berenicornis (1 especie)
  - Género Buceros (3 especies)
  - Género Rhinoplax (1 especie)
  - Género Anthracoceros (5 especies)
  - Género Ocyceros (3 especies)
  - Género Anorrhinus (3 especies)
  - Género Aceros (1 especie)
  - Género Rhyticeros (6 especies)
  - Género Rhabdotorrhinus (4 especies)
  - Género Penelopides (5 especies)

Además, se conocen varios fósiles, como los de la extinta familia Messelirrisoridae.